# Carl Felber
Pour les articles homonymes, voir Felber.
Carl Friedrich Felber, né le 21 septembre 1880 à Wädenswil et mort le 14 juillet 1932 à Dachau, était un peintre helvético-allemand.

## Biographie
Il étudie à l'académie des beaux-arts de Karlsruhe, l'Académie Julian à Paris, la Hollosy-Schule à Munich et à l'école de Simon Hollósy puis celle d'Adolf Hölzel à Dachau dont il est l'un des premiers élèves.
En 1901, il s'installe avec sa femme dans la ville sur l'Amper. Il retourne souvent dans sa ville natale dont son frère Ernst est longtemps le maire.
Il peint surtout le paysage suisse en hiver, comme autour du lac de Zurich, et de Dachau. L'artiste, qui expose régulièrement dès 1906 au Glaspalast de Munich et en Suisse, est membre du groupe suisse Walze, auquel appartient aussi Paul Klee.

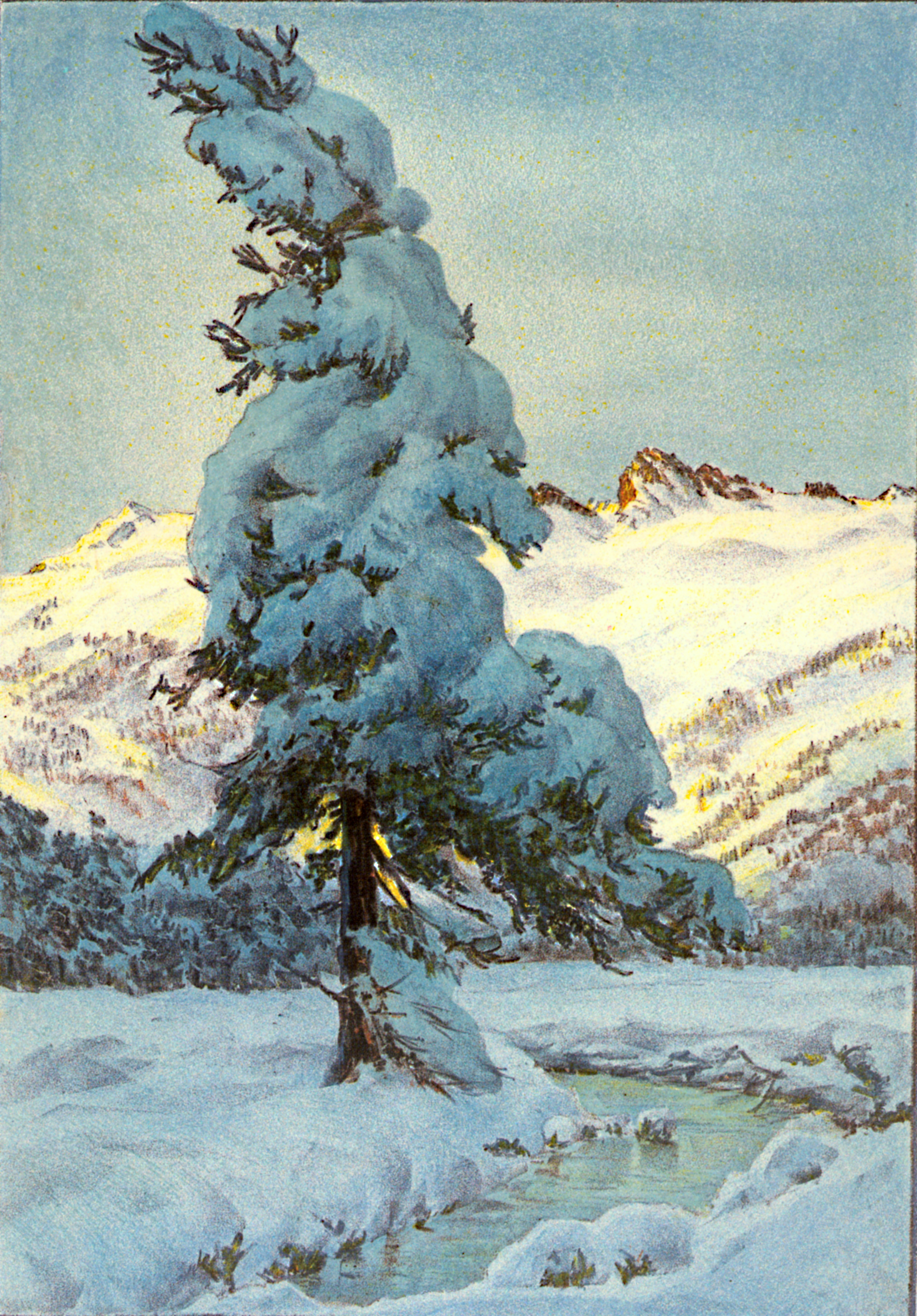
Pin de montagne dans la neige, 1920

## Source, notes et références
- (de) Cet article est partiellement ou en totalité issu de l’article de Wikipédia en allemand intitulé « Carl Felber » (voir la liste des auteurs).
- « Carl Felber », sur SIKART Dictionnaire sur l'art en Suisse.